# Maechidius arrowi
Maechidius arrowi är en skalbaggsart som beskrevs av Frey 1969. Maechidius arrowi ingår i släktet Maechidius och familjen Melolonthidae. Inga underarter finns listade i Catalogue of Life.